# Bulova

Firmenlogo

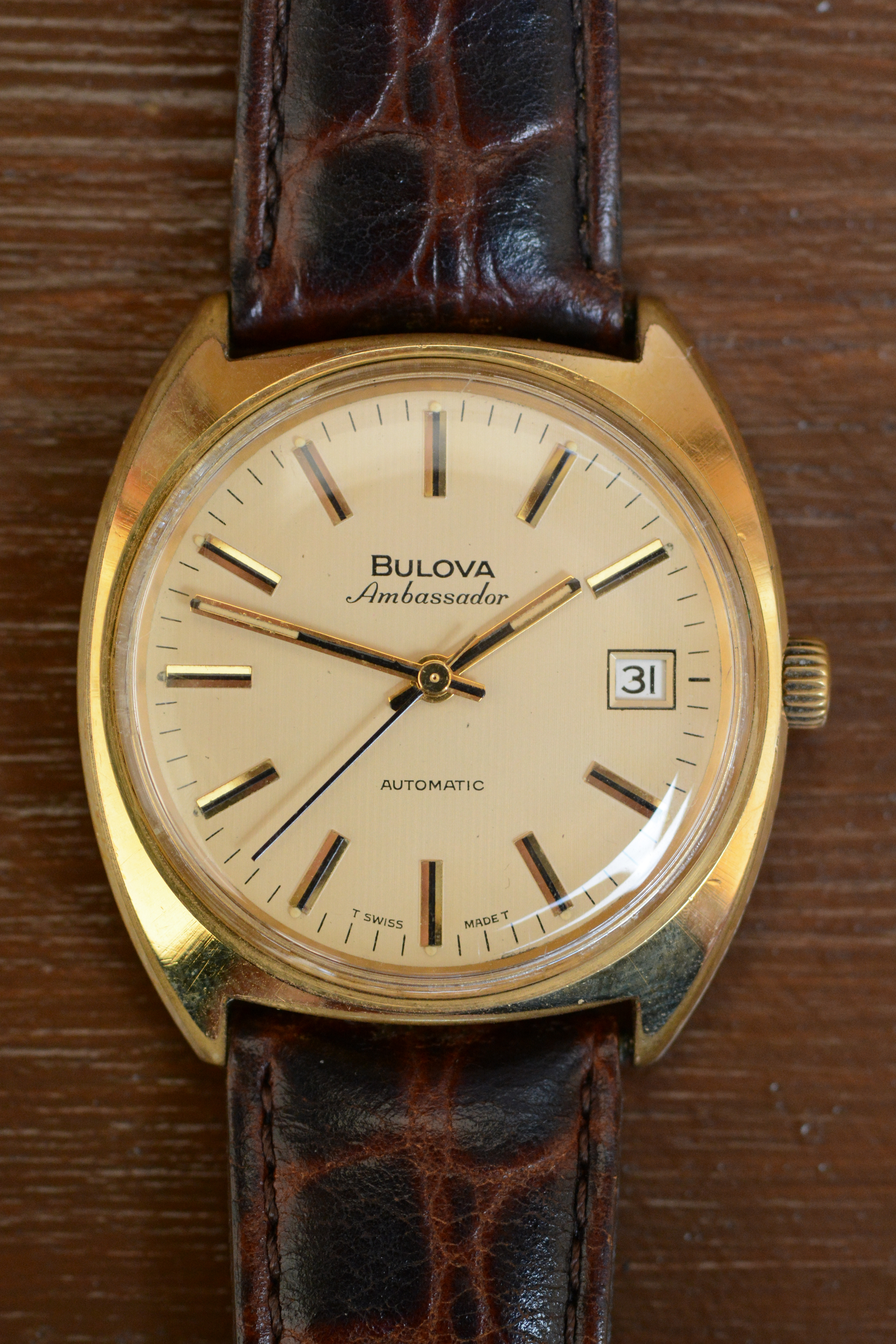
Bulova Ambassador Automatic

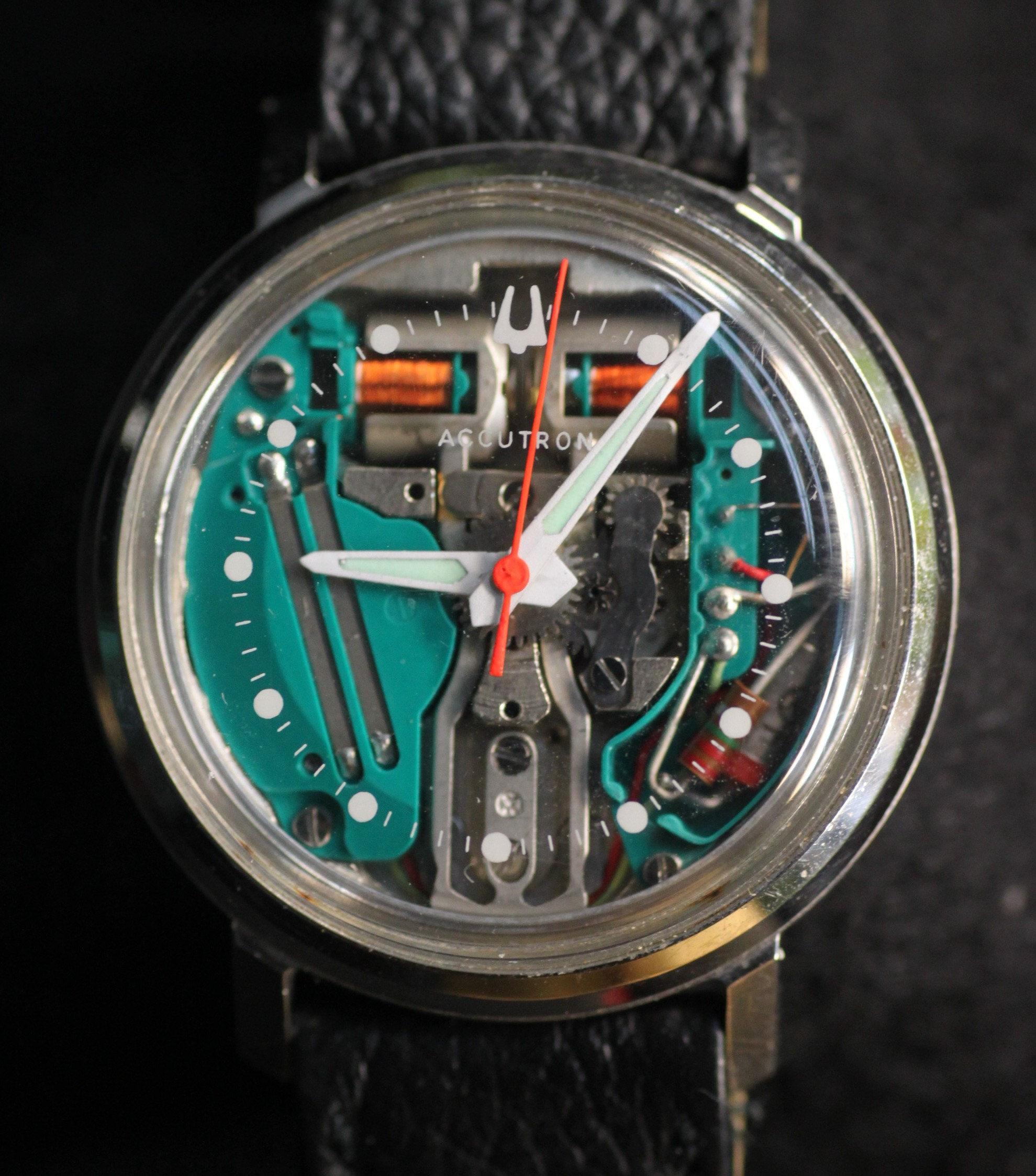
Bulova Accutron

Bulova ist heute ein Tochterunternehmen des japanischen Konzerns Citizen Holdings, das u. a. durch seine Stimmgabeluhr Accutron bekannt geworden ist und in den USA sowie in der Schweiz Uhren fertigt.

## Geschichte
Joseph Bulova (1852 bis 1935), ein Immigrant aus Böhmen, machte sich 1875 in New York als Uhrmacher selbständig, wobei er Uhrwerke aus der Schweiz importierte und in selbst gefertigte Gehäuse einbaute. Aus diesen Aktivitäten resultierte die Gründung einer eigenen Fabrik in Biel, welche Josephs Sohn Arde im weiteren Verlauf leitete und erheblich ausbaute. Dabei produzierte man zunehmend Armbanduhren. Bulova bemühte sich sehr um eine geringe Gangabweichung, wobei man der Entwicklung von automatischen Armbanduhren wichtige Impulse gab. Besonders hervorzuheben ist allerdings die darauffolgende Stimmgabeluhr Accutron.
Am 1. Juli 1941 wurde für eine Uhr von Bulova der erste Fernsehwerbespot ausgestrahlt. Der in New York City ansässige Sender zeigte hierbei eine Minute lang eine Uhr von Bulova.
1974/1975 strich das Unternehmen in Biel und Neuchâtel 500 der insgesamt rund 1300 Arbeitsstellen und führte Kurzarbeit ein. Im Januar 1976 gab es bekannt, dass das Werk in Neuchâtel geschlossen wird, worauf die Beschäftigten während elf Tagen die Fabrik besetzten. Ein Kompromiss mit der Gewerkschaft SMUV erreichte die Betriebsverlängerung um ein Jahr. Das Werk Biel wurde 1983 geschlossen, während die amerikanische Bulova Corporation weiter existiert. Das Unternehmen Bulova Corporation wurde vom bisherigen Mehrheitseigentümer Loews Corporation an das japanische Unternehmen Citizen verkauft.